# 1984年美国驻黎巴嫩大使馆爆炸案
1984年美国驻黎巴嫩大使馆爆炸案是指1984年9月20日，什叶派武装组织真主党在伊朗伊斯兰共和国的支持下，对位於黎巴嫩东贝鲁特的美国駐黎巴嫩大使馆發動自杀式汽车炸彈袭击。此次袭击造成23人死亡和1名袭击者死亡。爆炸發生時正值黎巴嫩內戰期间。